# 王敎 (嘉靖壬辰進士)
王敎（1500年—？年），字道脩，號白谷，南直隸松江府華亭縣民籍，上海縣人。明朝政治人物。

## 生平
治《詩經》，嘉靖七年（1528年）由國子生中式戊子科應天府鄉試第五十八名舉人，嘉靖十一年壬辰科（1532年）會試中式第四十二名，第三甲第四十名進士。觀兵部政，授会稽县知县，十五年陞南大理評事，歷寺正，出为南康府知府，升陝西苑馬寺少卿、山東副使，復除陝西，陞右參政。三十五年（1556年）正月考察以不謹閑住。

## 家族
曾祖王璿；祖王宗；父王山（1479年-1537年），字静之，號海槎，醫學正科，封大理寺评事；母姜氏，封孺人。重慶下，妻姜氏。
行一，弟王政，生员。子子孝（生員）；子學（監生）；子孚（監生 選江西廣信府檢校）；子厚。